# Менака
Менака (санскр. मेनका) - персонаж індуїстської міфології, одна з найпрекрасніших небесних німф апсар, що здобула популярність завдяки драмі Калідаси «Абхіджняна-Шакунтала». Цар богів Індра послав Менаку для того, щоб вона спокусила мудреця Вішвамітра і відвернула його від вчинення аскез. Коли Вішвамітра побачив, як оголена Менака милася в озері, в його серці прокинулося бажання. Мудрець перервав свою медитацію і протягом декількох років займався з прекрасною апсари любов'ю. Менака по-справжньому закохалася в Вішвамітра, але той, усвідомивши, що став жертвою підступів Індри, дуже розлютився і прокляв Менаку. У результаті прокляття, Менака і Вішвамітра були навічно розлучені. Пізніше, Менака стала матір'ю Шакунтали, що виросла в ашрамі мудреця Канва і народила царя Душьянту сина Бхарати.